# 투구

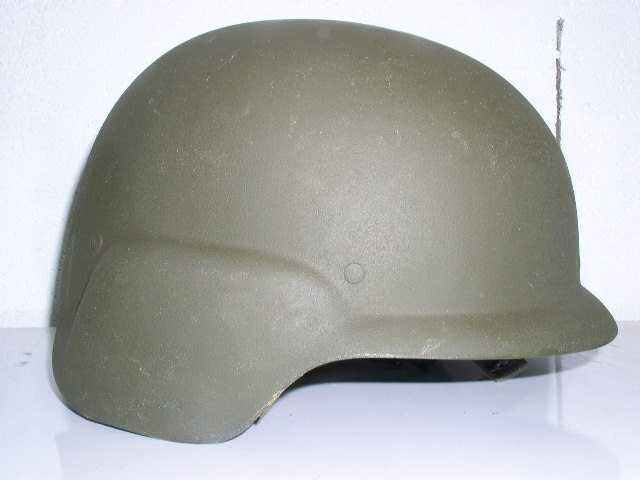
프랑스 현대군의 헬멧

투구(←근대 한어: 頭盔 [*tʰəwᴸᴸkʰuj]는 군사용 헬멧이다. 투모(鬪帽)라고 부르기도 한다.
최근에는 주로 강화 플라스틱 재질로 만든다. 군인들이 전투 또는 훈련시에 착용하며 종군기자들이 전장에서 취재할 때 착용하기도 한다. 또한 착용하는 군인의 계급장이나 표식의 부착을 용이하게 하고 작전지역에 따라 위장무늬를 변경하기 용이하게 하기 위해 철모위에 철망을 씌운다.

## 같이 보기
- 군장(military gear)
- 전투모
- 메모아 44 (보드 게임)
- 코린토스식 투구
- 할키스식 투구